# NGC 6905
NGC 6905 je planetární mlhovina v souhvězdí Delfína. Objevil ji anglický astronom William Herschel 16. září 1784.
Od Země je vzdálená asi 5 330 světelných let.
Na obloze se nachází v severozápadní části souhvězdí blízko hranice se souhvězdím Šípu. Středně velký hvězdářský dalekohled ji ukáže jako malou mlhavou skvrnku. Její ústřední hvězda má magnitudu 14 a je tedy vidět až velkými dalekohledy.